# 전국가요 신인스타쇼
《전국가요 신인스타쇼》는 1974년에 동양방송에서 방송된 신인 가수 오디션 프로그램이다. 이 오디션에서 김연자가 우승을 차지하며 데뷔하게 되었다.